# Wangelnstedt
Wangelnstedt är en kommun och ort i Landkreis Holzminden i förbundslandet Niedersachsen i Tyskland. De tidigare kommunerna Linnenkamp, Emmerborn und Denkiehausen uppgick i Wangelnstedt 1 januari 1973.
Kommunen ingår i kommunalförbundet Samtgemeinde Eschershausen-Stadtoldendorf tillsammans med ytterligare tio kommuner.